# Tipula parallela
Tipula parallela är en tvåvingeart som beskrevs av Günther Theischinger 1977. Tipula parallela ingår i släktet Tipula och familjen storharkrankar. Inga underarter finns listade i Catalogue of Life.